# 藤枝市立青島北小学校
藤枝市立青島北小学校（ふじえだしりつあおじまきたしょうがっこう）は静岡県藤枝市南駿河台に所在する公立小学校。
「やさしさいっぱい」を基に、「げんきいっぱい」「おはなしいっぱい」「ありがとういっぱい」を積み上げる『ふじ山言葉』を合言葉にしている。
言語通級指導教室および発達通級指導教室が設置されている。

## 学区
- 駿河台1・2・3・4・5丁目、南駿河台1・2・3・4・5・6丁目、瀬古2・3丁目、瀬古、新南新屋、南新屋、志太
  - 瀬古1丁目、水上、志太2・3丁目の一部

## 中学校区
- 藤枝市立青島北中学校

## 教育目標
「希望の歌響かせて　心豊かに生きる子」

## 授業体制
平成18年度までは4クラスの学年があったが卒業に伴い、少子化の影響で、それ以降の全学年は3クラスとなった。
（2021年4月現在）